# Journal of Biological Chemistry
Journal of Biological Chemistry (скорочено JBC або J. Biol. Chem.) — англомовний науковий журнал, що публікує статті на теми біохімії та молекулярної біології. Журнал існує з 1905 року. Статті перед публікацією підлягають експертній оцінці незалежних рецензентів. З 1925 року JBC видається щотижня  Американським товариством біохімії та молекулярної біології ( ASBMB) у видавництві Стенфордського університету HighWire Press.
Journal of Biological Chemistry видається друком тиражем близько 3300 номерів. З 2021 року журнал перебуває у відкритому доступі. Імпакт-фактор  становив 4,238 у 2019 році.  Згідно з оцінкою Web of Science, у 2014 році журнал посів 61 місце серед 289 журналів в галузі Біохімія та молекулярна біологія. Між 1996 і 2006 роками JBC був найбільш цитованим журналом в Індексі наукового цитування за загальною кількістю цитувань, випереджаючи Proceedings of the National Academy of Sciences (PNAS).

## Історія
Журнал заснований американським біохіміком Джоном Джейкобом Абелем і американським патологом Крістіаном Арчибальдом Гертером. Редакційна колегія спочатку була заснована в Корнельському університеті, потім в Єльському університеті з 1937 по 1958 рік, а потім до 1967 року в Гарвардському університеті. Відтоді редакція знаходиться в Нью-Йорку. 